# عمر فاسكيز
عمر فاسكيز (بالإسبانية: Omar Vásquez) هو لاعب كرة قدم كولومبي في مركز الوسط، ولد في 15 أغسطس 1989 في El Zulia ‏ في كولومبيا. لعب مع نادي ميلوناريوس.

## وصلات خارجية
- عمر فاسكيز على موقع قاعدة بيانات كرة القدم.إي يو (الإنجليزية)
- عمر فاسكيز على موقع Soccerway.com (الإنجليزية)